# NGC 5364
NGC 5364 هي مجرة حلزونية بتصميم عظيم تبعد حوالي 54.5 مليون سنة ضوئية تقع في كوكبة العذراء. وتميل نحو خط البصر من الأرض بزاوية 47 درجة على طول زاوية موضع قدرها 25 درجة.

## البنية
التصنيف المورفولوجي لمجرة NGC 5364 في بروفيل دي فوكولورس هو SA(rs)bc، مما يدل على أنها لها بنية حلقية غير مكتملة (rs) في الجزء الداخلي من المجرة مع اذرع معتدلة إلى فضفاضة (bc). خاصه ظهور أذرع حلزونية غير متبلورة ومتناظرة بالمقارنة مع مجرات أخرى من نفس التصنيف. المجرة المصاحبة NGC 5363 تقع إلى شمال NGC 5364 تفاعل المجرتين الجاذبي قد يكون أثر على التشكل الغريب لهذه الأخيرة.
تبدو انبعاث الأشعة تحت الحمراء المتوسطة في النواة ضعيفة بالمقارنة بالاذرع الحلزونية، مما يشير إلى انخفاض معدل تكوين النجوم في المنطقة المركزية. الحلقة الداخلية لهذه المجرة يمتد قطرها 22 ألف سنة ضوئية (6.7 ألف فرسخ فلكي) وتقع بعيدا قليلاً عن مركز الجانب الشمالي حيث يظهر انبعاث أقوى في حزمة الهيدروجين ألفا بالمقارنة مع النصف الجنوبي. مناطق الهيدروجين الثنائي المتعددة تقع على طول الاذرع الحلزونية وتتعقب مداها. كل ذراع من الذراعين الرئيسين يلتفان على طول الطريق حول المجرة، على الرغم من أنهما يظهران عدم تساوي على طول معظم امتدادهما.

## تسمية NGC
اكتشفت NGC 5364 من قبل ويليام هيرشيل في 2 فبراير 1786 ثم أدرجت في وقت لاحق باسم NGC 5364. ثم أعيد اكتشافها من قبل جون هيرشل في 7 أبريل 1828 ثم أدرجت في وقت لاحق باسم NGC 5317.

## وصلات خارجية
- NGC 5364 على موقع ويكي سكاي: DSS2, SDSS, GALEX, IRAS, Hydrogen α, X-Ray, Astrophoto, Sky Map, Articles and images